# Joan Carrera i Planas

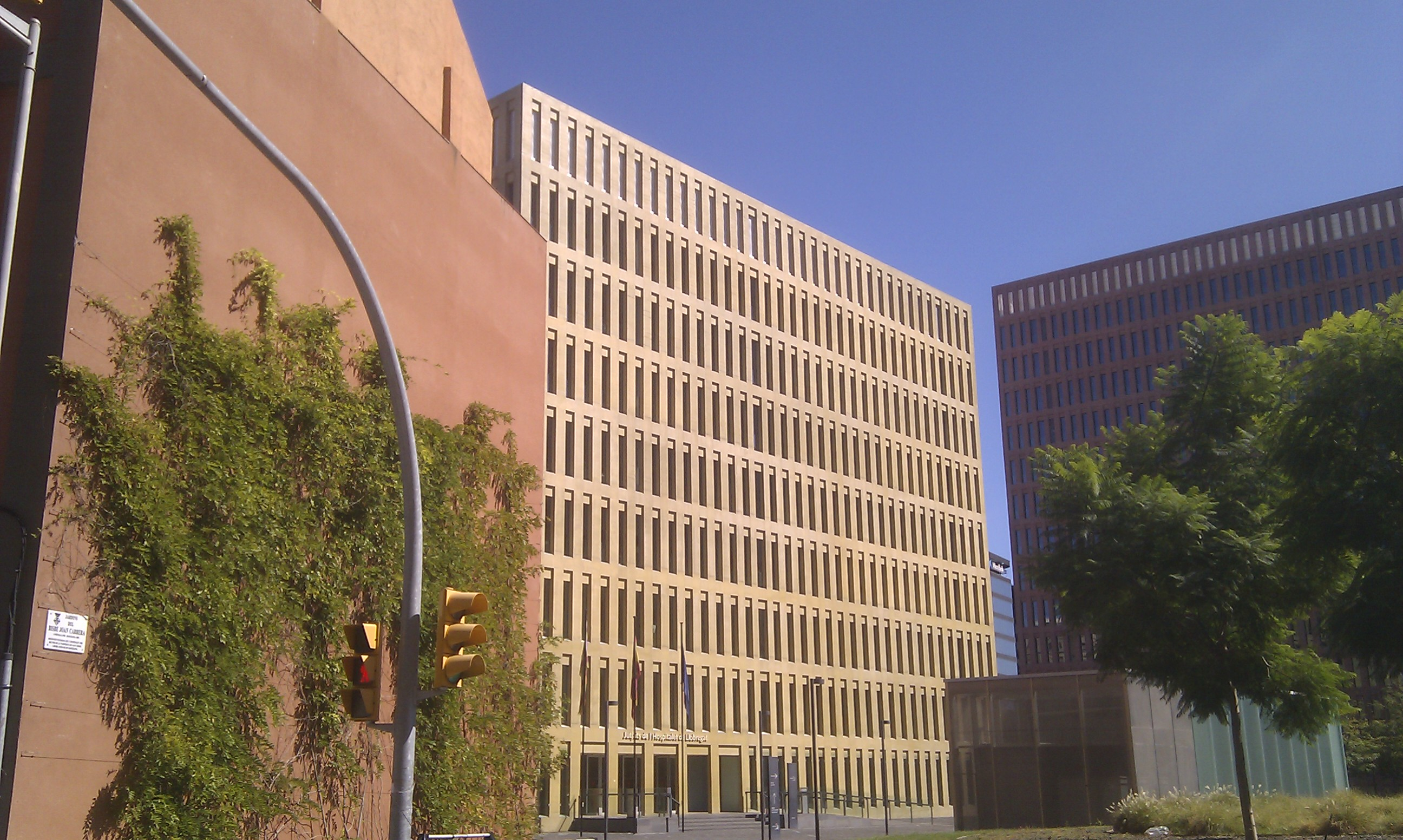
Plaça del bisbe Joan Carrera a l'Hospitalet de Llobregat

Joan Carrera i Planas (Cornellà de Llobregat, 12 de maig de 1930 - Barcelona, 3 d'octubre de 2008), bisbe català, va ser bisbe auxiliar de Barcelona.

## Biografia
Nascut el 12 de maig de 1930 a Cornellà de Llobregat (Baix Llobregat), passà la seva infància a Sant Feliu de Llobregat. Realitzà els estudis eclesiàstics al Seminari Conciliar de Barcelona i va ser ordenat sacerdot l'11 de juliol del 1954; fou destinat successivament a la parròquia de Sant Miquel del Port de la Barceloneta, a la parròquia de Llefià (Badalona) i a la parròquia de Sant Isidre (a l'Hospitalet de Llobregat) on va treballar per tal d'ajudar els més necessitats. Aquest contacte amb la gent necessitada i els immigrants li van fer despertar un compromís polític que es va materialitzar quan col·laborà amb la JOC (Joventut Obrera i Cristiana) i l'ACO (Acció Catòlica Obrera). Aquesta militància política i la defensa dels drets humans i dels presos franquistes va provocar que fos fitxat per la policia.
Membre de l'Assemblea de Catalunya des de 1969 fins a 1975. Tot i que tenia contactes amb els socialistes i el PSUC, va ser un dels fundadors de CDC i va estar molt a prop d'UDC, ja que havia conegut a Jordi Pujol, Anton Cañellas i Josep Verde Aldea a Demòcrates Cristians. Va ser fundador i membre del patronat de la Fundació Societat i Cultura.
Va treballar intensament en diferents institucions, especialment de defensa dels grups humans: el 1966 va crear el Grup Cristià de Promoció i Defensa dels Drets Humans (1966-1975) i impulsà el Grup Sant Jordi de Defensa dels Drets Humans. Promogué la renovació del centre educatiu Casal dels Àngels, la creació d'una residència de gent gran al barri de Santa Eulàlia i una cooperativa d'habitatges a Llefià. Del 1969 al 1975 va ser director literari de l'Editorial Nova Terra, i el 1984 va crear la Fundació d'Escoles parroquials de Catalunya. En el camp de la comunicació, des del 1966 col·laborà activament en El Noticiero Universal i participà en tertúlies radiofòniques i en programes de televisió, així com en la revista El Eco de Badalona i en el diari Avui. També impulsà diverses iniciatives catòliques de comunicació, com les revistes Correspondència, Quaderns de Pastoral i Catalunya Cristiana, i Ràdio Estel. Publicà els llibres La canya esquerdada i Dels post-concili al post-progressisme (1994).
Fou nomenat bisbe titular d'Algesires i bisbe auxiliar de Barcelona el 16 de juliol de 1991 i consagrat el 22 de setembre següent, amb l'arquebisbe Ricard Maria Carles com a principal consagrador i el cardenal Narcís Jubany i l'arquebisbe Mario Tagliaferri com a coconsagradors. Quan fou substituït Ricard Maria Carles al capdavant de l'arxidiòcesi de Barcelona i amb qui va tenir profundes discrepàncies, ell continuà com a únic bisbe auxiliar. El seu compromís catalanista, amb una defensa aferrissada d'una conferència episcopal pròpia, fou, segurament, un dels motius perquè no se li atorgués una diòcesi titular del principat.
Va morir el 3 d'octubre de 2008 a l'Hospital de la Vall d'Hebron de Barcelona a l'edat de 78 anys, a causa d'un accident vascular cerebral ocorregut el 16 de setembre. El dia 4 d'octubre s'instal·là la capella ardent a la sala capitular de la catedral de Barcelona.